# Lijst van burgemeesters van Empel en Meerwijk
Dit is een lijst van burgemeesters van de voormalige Nederlandse gemeente Empel en Meerwijk tot die gemeente in 1971 opging in 's-Hertogenbosch.
| Ambtsperiode | Naam burgemeester                  | Partij of stroming | Bijzonderheden                               |
| ------------ | ---------------------------------- | ------------------ | -------------------------------------------- |
| 18?? - 1837? | Arnoldus (A.) van der Steen        |                    | eerst schout                                 |
| 1837 - 1868  | Jan (J.M.) Godschalx               |                    |                                              |
| 1868 - 1894  | Willem (W.A.) Godschalx            |                    |                                              |
| 1894 - 1930  | Antony (A.P.) Godschalx            |                    |                                              |
| 1930 - 1945  | Janus (A.A.H.) de Bekker           |                    |                                              |
| 1945 - 1947  | Frans (F.A.J.) Kempenaars          |                    | waarnemend, tevens burgemeester van Engelen  |
| 1947 - 1963  | Adelbertus Gertrudis Meijs         |                    |                                              |
| 1963 - 19??  | Emiel (E.Ch.J.M.) van de Laarschot |                    | waarnemend, tevens burgemeester van Lith     |
| 19?? - 1971  | Jaap (J.M.) Bartels                | KVP                | waarnemend, tevens burgemeester van Berlicum |